# هارون كلاب
هارون كلاب (بالإنجليزية: Aaron Clapp)‏ هو لاعب كرة قاعدة أمريكي، ولد في 1856 في إثاكا في الولايات المتحدة، وتوفي في 13 يناير 1914 في ساير في الولايات المتحدة.

## وصلات خارجية
- هارون كلاب على موقعبيزبول رفرنس.كوم (الدوري الرئيسي) (الإنجليزية)
- هارون كلاب على موقعبيزبول رفرنس.كوم (الدوري الثانوي) (الإنجليزية)